# Hymenophyllum silvaticum
Hymenophyllum silvaticum là một loài dương xỉ trong họ Hymenophyllaceae. Loài này được C.V. Morton mô tả khoa học đầu tiên năm 1947.
Danh pháp khoa học của loài này chưa được làm sáng tỏ. 